# Chiloglanis voltae
Chiloglanis voltae és una espècie de peix de la família dels mochòkids i de l'ordre dels siluriformes. Els mascles poden assolir els 2,7 cm de llargària total. Es troba a Àfrica: conques dels rius Volta i Benué al Camerun, Burkina Faso, Ghana, Nigèria i Togo.